# Autoceste u Azerbajdžanu
Autoceste u Azerbajdžanu predstavljaju glavnu cestovnu prometnu mrežu u toj zemlji. Dok se modernizacija željezničke mreže još uvijek odvija, ona ne pokriva cijelu zemlju, osobito planinska područja i druga područja teškog reljefa. Cestovni sustav je, stoga najvažniji oblik prijevoza u zemlji. Njegova je uloga važna na nacionalnoj tako i međunarodnoj razini jer je zemlja tranzitna s razvijenim međunarodnim prometom. 

## Pregled
Ukupna duljina azerbajdžanske cestovne mreže iznosi oko 29.000 km, služeći unutarnjem teretnom prometu i pružajući pristup međunarodnim glavnim autocestama. Prve moderne površine ceste pojavile su se u Azerbajdžanu tek u 19. stoljeću kada je bio dio Ruskog carstva. Autoceste su u dobrom stanju i moraju se prilagoditi međunarodnim standardima kako bi se zadovoljio rastući tranzitni promet. Državne i lokalne ceste su u lošem stanju i potrebna je žurna obnova i održavanje. Cestovna mreža, od lokalnih cesta do autocesta, danas se ubrzano modernizira i proširuje. Na svakih 1000 km2 nacionalnog teritorija nalazi se najmanje 334 km cesta.
Prema izvješću Svjetskog indeksa konkurentnosti za 2017. i 2018., Azerbajdžan je zauzimao 36. mjesto od 137 zemalja po kakvoći (stanju i opsegu) cestovne infrastrukture.